# ファン・アンド・ゲームス
ファン・アンド・ゲームス(FUN And GAMES)は、チャック・マンジョーネのアルバム及び楽曲。
1979年に発表され、このアルバムからのシングルカットとなった､『Give It All You Got』(邦題 "栄光をめざして")が1980年のレークプラシッドオリンピックのテーマ曲に起用され、マンジョーネが開会式でこの曲を披露した。曲もアルバムもヒットし、『サンチェスの子供たち』、『フィール・ソー・グッド』と共に彼の代表作品の一つになっている。シングルのカップリングソングは、『ライヴ・アット・ザ・ハリウッド・ボウル』に収録の『B'Bye』となっている。またこのアルバムは日本でも人気があり、何度か再発売されている。

## 収録曲
| 全作曲: チャック・マンジョーネ。 |                                   |       |                        |      |
| #                                | タイトル                          | 作詞  | 作曲・編曲             | 時間 |
| 1.                               | 「Give It All You Got」           |       | チャック・マンジョーネ | 6:16 |
| 2.                               | 「You're The Best There Is」      |       | チャック・マンジョーネ | 7:34 |
| 3.                               | 「Pina Colada」                   |       | チャック・マンジョーネ | 8:15 |
| 4.                               | 「I Never Missed Someone Before」 |       | チャック・マンジョーネ | 9:37 |
| 5.                               | 「Give You All You Got (Slowly)」 |       | チャック・マンジョーネ | 4:27 |
| 6.                               | 「Fun And Games」                 |       | チャック・マンジョーネ | 7:15 |
| 合計時間:                        | 合計時間:                         | 43:24 |                        |      |

## 参加ミュージシャン
- チャック・マンジョーネ - フリューゲルホルン、エレクトリックピアノ
- クリス・ヴァダーラ - フルート、ソプラノサクソフォーン、テノールサクソフォーン、ピッコロ、アルトフルート
- グラント・ガイスマン - エレクトリックギター、アコースティックギター、12ストリングスギター
- ジェームス・ブラットリーJr. - ドラムス、コンガ、トライアングル
- チャールズ・ミークス - ベース、ハーモニカ
- ビル・ライヒェンバッハ - トロンボーン